# Bristol Open 1985
Il Bristol Open 1985 è stato un torneo di tennis giocato sull'erba. È stata la 6ª edizione del Bristol Open, che fa parte del Nabisco Grand Prix 1985. Si è giocato a Bristol in Inghilterra, dal 17 al 24 giugno 1985.

## Campioni

### Singolare
Martin Davis ha battuto in finale  Glenn Layendecker con il punteggio di 4–6, 6–3, 7–5

### Doppio
Eddie Edwards /  Danie Visser hanno battuto in finale  John Alexander /  Russell Simpson con il punteggio di 6–4, 7–6